# 真田信安
真田 信安（さなだ のぶやす）は、江戸時代中期の大名。信濃国松代藩5代藩主。官位は従五位下・豊後守、伊豆守。

## 生涯
4代藩主・真田信弘の三男（四男とも）。
元文元年（1736年）3月1日、兄・幸詮の早世により嫡子となった。3月23日、将軍徳川吉宗に御目見する。12月16日、従五位下豊後守に叙任する。元文2年（1737年）2月18日、父で前藩主の信弘の跡を継いだ。松代藩ではこの頃、家老や家臣たちが不正を働いて財政は極度に悪化していた。寛延3年（1750年）には家臣がサボタージュを企てるという事件が発生するまでに至っていた。このような中、信安は勝手掛（財政担当官）に田村半右衛門を登用して藩財政改革に取りかかった。
この田村半右衛門は、播磨赤穂藩浅野家の家老だった大野知房の子・大野群右衛門だったとも言われる。半右衛門はまず、それまで不正を行なっていた家老や役人に対して、その罪の代償として御用金を何年かけても支払わせるようにした。次に百姓に対し、100石ごとに籾15俵を増税として課した。これに百姓らの不満は高まった。不正を行なった家老や家臣たちは、御用金のみが課せられ、それ以上の罰は与えられなかった。一方で咎のない百姓にも重い負担が課せられたのである。この結果、松代藩は4700両の蓄えができた。しかし、百姓の怒りがおさまらず、宝暦元年（1751年）には百姓一揆が発生する。信安もここに至って半右衛門を罷免して投獄し、獄死に追い込んだ。これを「田村騒動」という。
宝暦2年（1752年）に死去し、長男の幸弘が家督を相続した。

## 系譜
父母
- 真田信弘（父）
- 冷台院、冷厳院、藤田氏 ー 側室（母）

正室
- 典、匡章院 ー 前田利章の娘

側室
- 慈明院 ー 伊東甚五右衛門の娘

子女
- 真田幸弘（長男）生母は慈明院（側室）
- 松浦政信正室のち建部政賢正室、生母は匡章院（正室）
- 松平忠恕正室、生母は匡章院（正室）